# Barrancas y Guanal González
Barrancas y Guanal González es una localidad del municipio de Centro ubicado en la subregión centro del estado mexicano de Tabasco.

## Geografía
La localidad de Barrancas y Guanal González se sitúa en las coordenadas geográficas 18°02′33″N 92°48′46″O / 18.042500, -92.812778, a una elevación de 10 metros sobre el nivel del mar.

## Demografía
Según el Conteo de Población y Vivienda 2020, efectuado por el Instituto Nacional de Estadística y Geografía, la localidad de Barrancas y Guanal González tiene 510 habitantes, de los cuales 248 son del sexo masculino y 262 del sexo femenino. Su tasa de fecundidad es de 2.11 hijos por mujer y tiene 125 viviendas particulares habitadas.
| Gráfica de evolución demográfica de Barrancas y Guanal González entre 1970 y 2020 |
|                                                                                   |
| INEGI.                                                                            |